# Longeault
Longeault è un ex comune francese di 602 abitanti situato nel dipartimento della Côte-d'Or nella regione della Borgogna-Franca Contea.
In data 1º gennaio 2019 è stato unito al comune di Pluvault per formare il nuovo comune di Longeault-Pluvault.

## Società

### Evoluzione demografica
Abitanti censiti